# Stefan Uroš IV Dušan
Stefan Uroš IV Dušan, (serbisk kyrilliskaː Стефан Урош IV Душан) ofta bara Stefan Dušan eller Dušan den store, född 26 juli 1308 i Serbien, död 20 december 1355 var kung av Serbien från 1331 till 1346 och sedan tsar av Serbien fram till sin död 1355.
Under Dušans regeringstid nådde det medeltida Serbien sin territoriella höjdpunkt och var en av dåtidens starkaste militärmakter i Europa. Han skapade även "Dušans lagbalk", vilket var en gemensam lagbok, gällande över hela hans rike. Han är dock den enda härskaren av Nemanjićdynastin som inte blev helgonförklarad direkt efter sin död. Enligt källor från påvens samtida ambassadör i Serbien var Dušan väldigt reslig och nådde över 210 centimeter. Kronan som användes vid hans kröning till tsar förvaras i ett kloster i Cetinje, Montenegro.

## Biografi

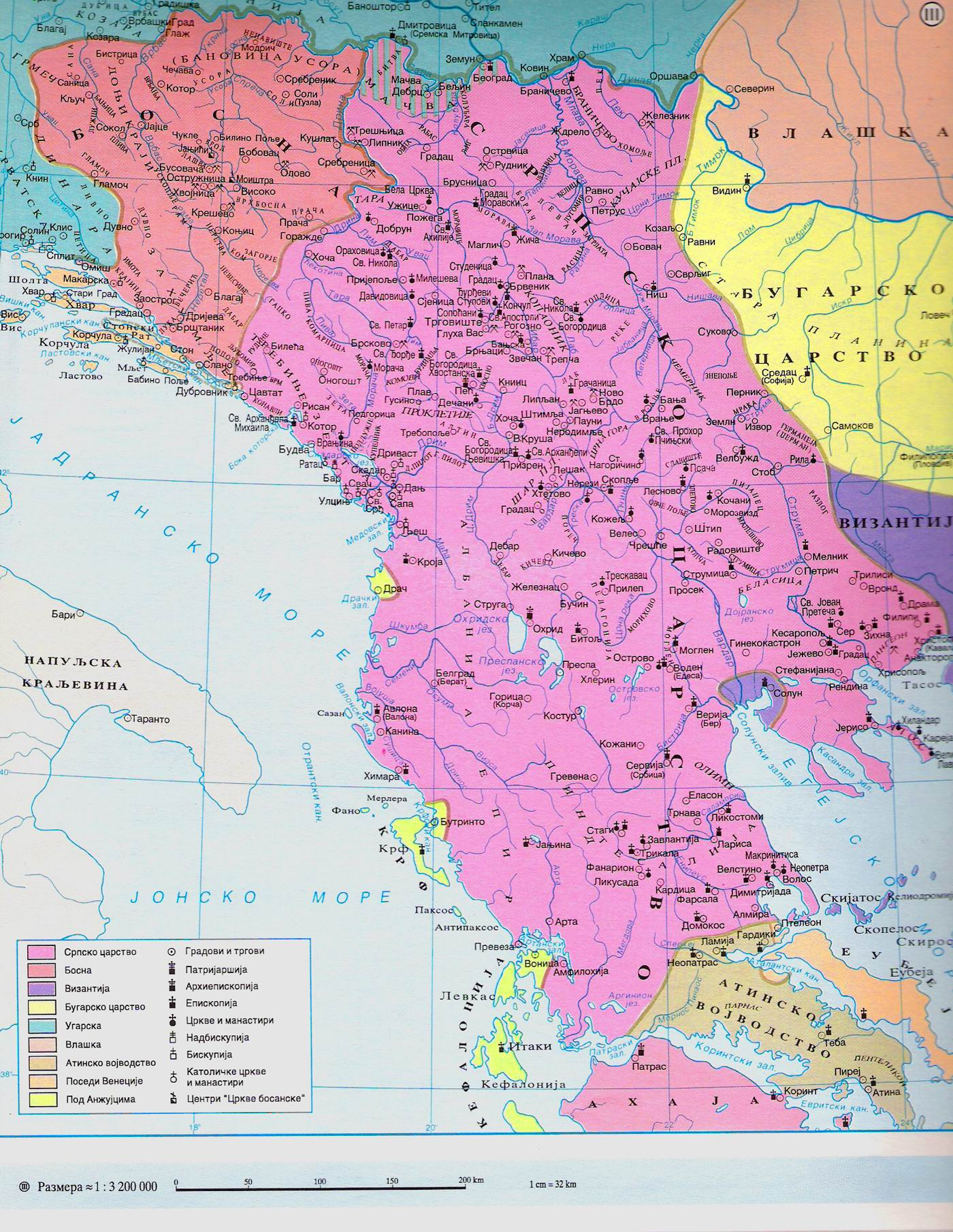
Karta över Balkan c. 1350 med Serbien (rosa) under Dušans imperium.

Dušan var äldste son till Stefan Uroš III Dečanski, kung av Serbien, och Theodora av Bulgarien. Som ung besökte Dušan Konstantinopel tillsammans med sin fader där han lärde sig grekiska och bysantinsk kultur och samhällsstruktur. Dock var han själv mer av en krigare än diplomat och redan som ung deltog han med framgång på slagfältet för sin fars räkning. 1329 besegrade han ban Stjepan Kotromanić av Bosnien och 1330 besegrade han den bulgariska tsaren Michael Arsen III i slaget vid Velbužd. Dušan var dock missnöjd med sin faders svaga agerande efter de stora militära framgångarna och störtade sin fader i en kupp och krönte sig själv till kung av Serbien i Skopje 1331. 1332 gifte han sig med Helena (Jelena) av Bulgarien.
Dušan lade upp nya militära mål och 1334 förklarade han krig mot Bysans och endast med små avbrott var Serbien sedan i krig fram till Dušans död 1355. Två gånger blev han dessutom indragen i konflikter med Ungern, dock besegrades de ungerska styrkorna grundligt båda gångerna vilket undvek vidare konflikter vid den norra fronten. Dušan höll fred med Bulgarien och källor visar att han även besökte den bulgariska tsaren i hans huvudstad. Bulgarien bidrog även med styrkor till den serbiska armén och båda staterna utnyttjade den instabila ställningen i Bysans, till sin egen fördel genom att utöka sina territorier på Bysans bekostnad. 1342 inledde Dušan sin offensiva kampanj mo Bysans och erövrade alla Bysans landområden i Grekland, förutom Thessaloniki och Peloponessos eftersom han saknade en stark flotta.
Efter dessa framgångar utropade han sig till tsar 1345 och han kröntes i Skopje 1346 till "tsar över alla serber och greker". Han gjorde sig därefter ovän med patriarken av Konstantinopel sedan han, med hjälp av den bulgariska patriarken och ärkebiskopen av Ohrid, frigjort den serbiska kyrkan med en egen patriark och lagt under sig ärkebiskoparna i Grekland och det heliga berget Athos med alla dess kloster. För dessa handlingar blev han bannlyst av den ortodoxa kyrkan i Konstantinopel.
Bysans, som var trängda av Dušans militära framgångar, tog hjälp av de osmanska turkarna och ledde den första turkiska militära närvaron i Europa. Dušan kunde dock försvara sina erövrade områden, både mot Bysans och Ungern, och 1348 kunde han dessutom utöka sitt rike genom att erövra Epirus och Thessalien. 1350 inledde han dessutom ett fälttåg mot den bosniska banen Stjepan II, i ett försök att återerövra Zahumlje (dagens Hercegovina), som hans far hade förlorat under 1320-talet.
Dušans rike omfattade – bortsett från Bosnien och Dalmatien – nästan hela Balkanhalvön: Serbien med dess biland, Makedonien (utom grekernas starka bålverk Saloniki), Thessalien, Albanien, Epirus och Aitolien. I de erövrade områdena kränkte han inte de gamla ägorättsförhållandena och förvärvade rättigheterna. I sitt eget rike var han den "förste lagstiftaren" efter grekiska förebilder. Dušans lagbok (Zakonik) är ungefär samtidig med Magnus Erikssons landslag i Sverige, Karl IV:s Majestas Carolina i i Böhmen och Kasimir den Stores Wislicia i Polen. Rikets jättelika utbredning åtföljdes inte av att delarna fogades samman till ett helt i styrelse och förvaltning. Tsaren nöjde sig med att efter frankiska feodala mönster, som sedan 1200-talet vunnit insteg på halvön, överlämna de nyvunna områdena åt sina tjänstemän och adelsherrar såsom vasallståthållare med nästan obegränsad makt.
Dušan var en stor visionär och krigare och många har framlagt hans planer på att erövra hela Bysans och skapa ett nytt serbisk-grekiskt imperium. Han var även oroad över turkarnas närvaro på Balkan och planerade fälttåg för att driva dem ifrån Europa. Dock avled Dušan 1355, förmodligen förgiftad på order av den ungerska kungen, som var hotad efter Dušans framgångar. Han begravdes i det kloster han själv grundade, "Den heliga ärkeängeln" i närheten av Prizren, men flyttades senare och ligger idag begraven i en sarkofag i Sankt Markus kyrka i Belgrad.
Dušan var den mäktigaste och mest framgångsrika regenten i Serbien under medeltiden. Han skapade en ny stormakt på bekostnad av de tidigare regionala stormakterna Bysans, Ungern och Bulgarien och bröt därmed maktbalansen på Balkan. Hans rike blev dock inte långvarigt och överlevde knappt hans död. Hans son Stefan Uroš V efterträdde honom som tsar men saknade sin faders starka personlighet och beslutsamhet, vilket gjorde det möjligt för inbördes maktkamper mellan den serbiska adeln som försvagade och splittrade riket i flera serbiska vasallstater. Dušan är fortfarande en populär och hyllad regent i Serbien och för många en symbol.

## Familj
Med sin första fru, Helena av Bulgarien, hade Dušan tre barn:
- Stefan Uroš V, efterträdde sin far som tsar.
- Irina
- dotter med okänt namn

## Galleri

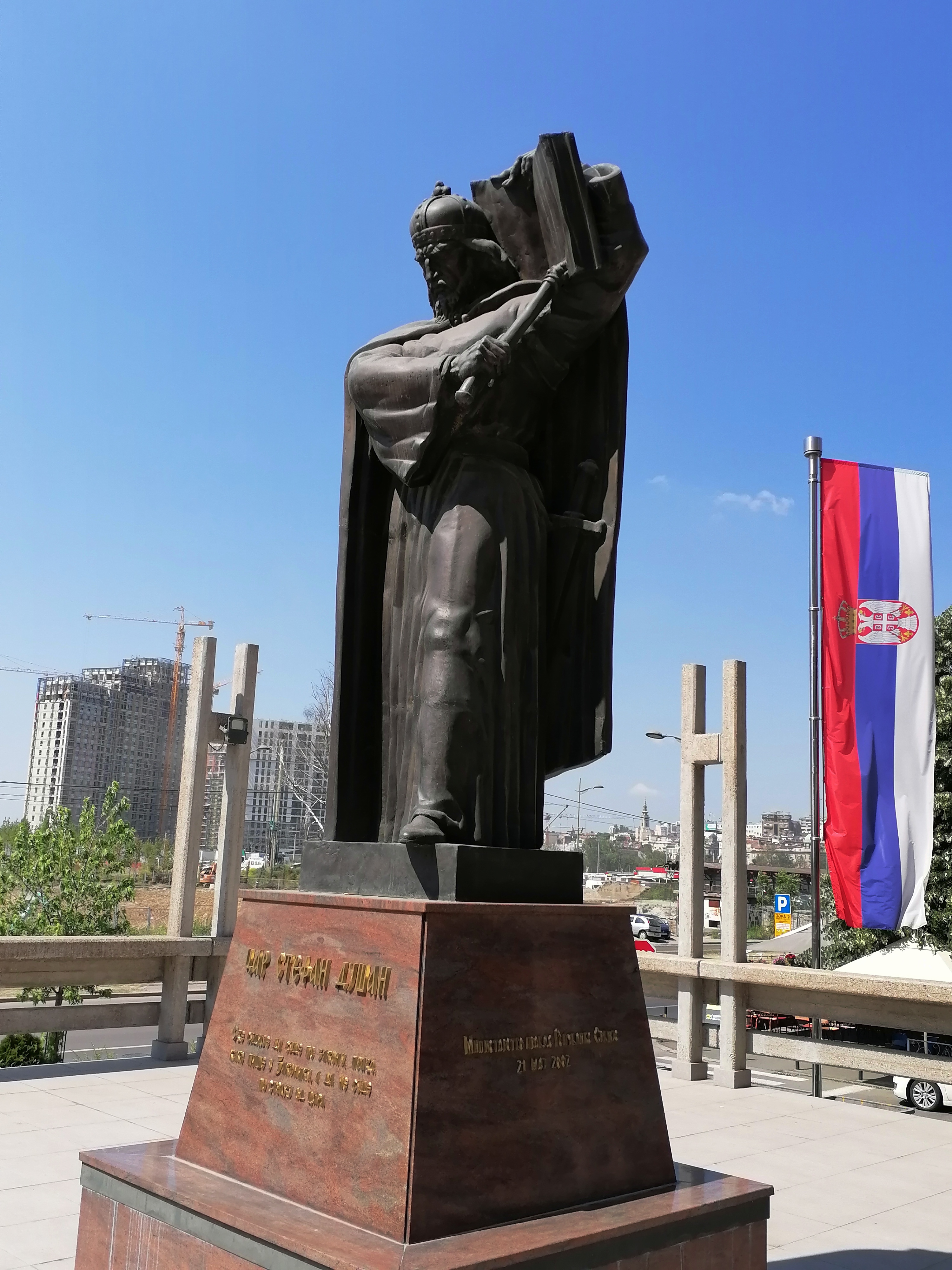
Staty i Belgrad av tsar Dušan hållande sin lagbok.
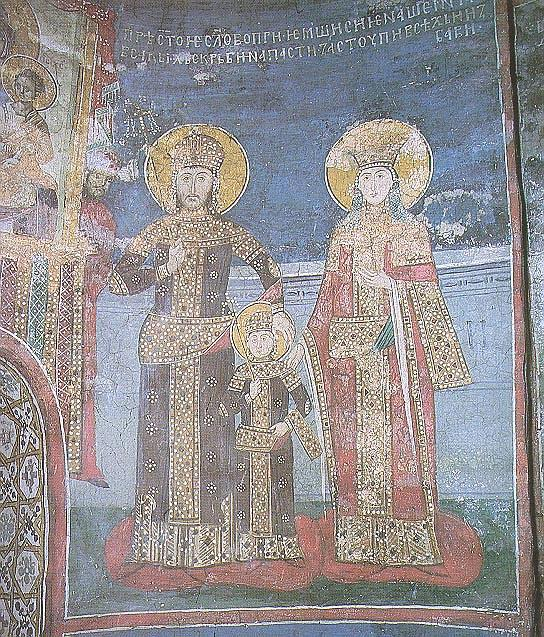
Samtida fresk över Dušan med familj.
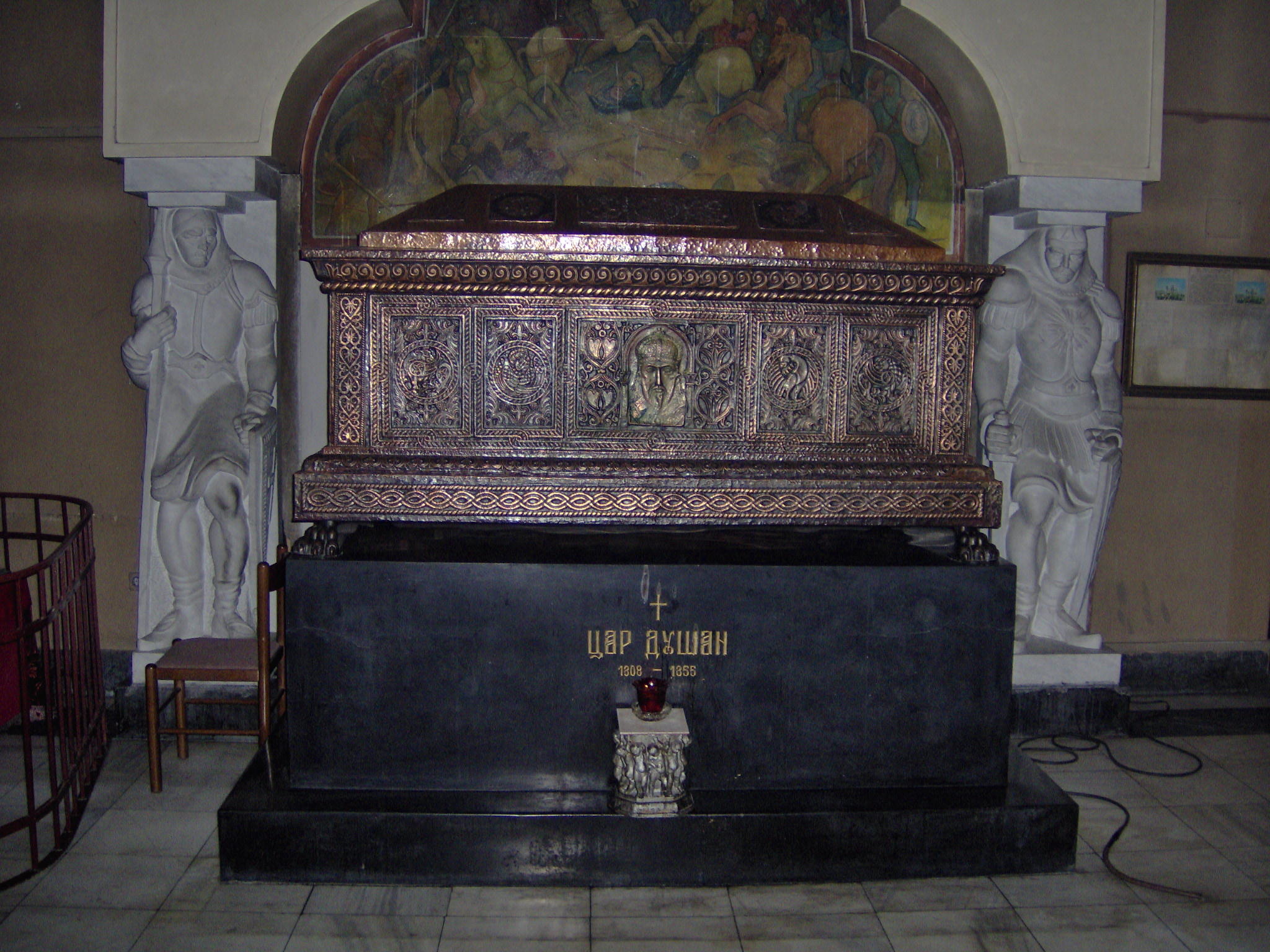
Tsar Dušans grav i Sankt Markus kyrkan i Belgrad.
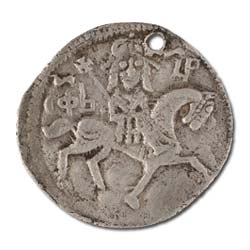
Samtida silvermynt med tsar Dušan till häst.